# Diaphanodon gracillimus
Diaphanodon gracillimus là một loài rêu trong họ Trachypodaceae. Loài này được Cardot & Thér. mô tả khoa học đầu tiên năm 1908.